# Heikki Ikola
Heikki Johannes Ikola (Jurva, 9 de septiembre de 1947) es un deportista finlandés que compitió en biatlón.
Participó en dos Juegos Olímpicos de Invierno, obteniendo en total tres medallas de plata: en Sapporo 1972 en la prueba por relevos y en Innsbruck 1976 en la pruebas individual y por relevos. Ganó siete medallas en el Campeonato Mundial de Biatlón entre los años 1974 y 1981.

## Palmarés internacional
| Juegos Olímpicos   | Juegos Olímpicos      | Juegos Olímpicos | Juegos Olímpicos |
| Año                | Lugar                 | Medalla          | Prueba           |
| ------------------ | --------------------- | ---------------- | ---------------- |
| 1972               | Sapporo (Japón)       | Medalla de plata | Relevos          |
| 1976               | Innsbruck (Austria)   | Medalla de plata | Individual       |
| 1976               | Innsbruck (Austria)   | Medalla de plata | Relevos          |
| Campeonato Mundial |                       |                  |                  |
| Año                | Lugar                 | Medalla          | Prueba           |
| 1974               | Minsk (URSS)          | Medalla de plata | Relevos          |
| 1975               | Anterselva (Italia)   | Medalla de oro   | Individual       |
| 1975               | Anterselva (Italia)   | Medalla de oro   | Relevos          |
| 1977               | Lillehammer (Noruega) | Medalla de oro   | Individual       |
| 1977               | Lillehammer (Noruega) | Medalla de plata | Relevos          |
| 1979               | Ruhpolding (RFA)      | Medalla de plata | Relevos          |
| 1981               | Lahti (Finlandia)     | Medalla de oro   | Individual       |